# Colibrí de ventre safir
El colibrí de ventre safir (Lepidopyga lilliae) és una espècie d'ocell de la família dels troquílids (Trochilidae) que habita els manglars de les terres baixes costaneres del centre de Colòmbia.